# Koke (nogometaš, 1992)
Jorge Resurrección Merodio (španska izgovarjava: [ˈxorxe resurekˈθjon meˈɾoðjo]), znan kot Koke ([ˈkoke]), španski profesionalni nogometaš, * 8. januar 1992, Madrid, Španija
Vso svojo kariero je preživel pri Atlético Madridu, odkar je leta 2009 debitiral za prvo ekipo, odigral je več kot 500 tekmovalnih tekem in osvojil La Ligo 2013–14 in 2020–21, dva naslova evropske lige in dva pokala za superpokal UEFA. , medtem ko je bil v letih 2014 in 2016 tudi podprvak lige prvakov.
Koke je leta 2013 zmagal na evropskem prvenstvu s špansko reprezentanco do 21 let. Istega leta je debitiral tudi za celotno ekipo in zastopal državo na dveh svetovnih prvenstvih in prav toliko evropskih prvenstvih.
Jorge Resurrección Merodio (španska izgovorjava: [ˈxorxe resurekˈθjon meˈɾoðjo]; rojen 8. januarja 1992), znan kot Koke ([ˈkoke]), je španski profesionalni nogometaš, ki igra kot vezist za kapitan La Lige kluba Atlético Madrid, ki ga je za reprezentanco Španije.
Vso svojo kariero je preživel pri Atlético Madridu, odkar je leta 2009 debitiral za prvo ekipo, odigral je več kot 500 tekmovalnih tekem in osvojil La Ligo 2013–14 in 2020–21, dva naslova evropske lige in dva pokala za superpokal UEFA. , medtem ko je bil v letih 2014 in 2016 tudi podprvak lige prvakov. Koke je leta 2013 zmagal na evropskem prvenstvu s špansko reprezentanco do 21 let. Istega leta je debitiral tudi za celotno ekipo in zastopal državo na dveh svetovnih prvenstvih in prav toliko evropskih prvenstvih.

## Klubska kariera
Koke se je rodil v Madridu.  Ker je v mladinski sistem Atlético Madrida prišel pri osmih letih, je debitiral za prvo ekipo 19. septembra 2009, ko je igral v drugi polovici poraza v gosteh proti FC Barceloni z 2:5, potem ko je prišel kot zamenjava za Paula Assunçãa. [4] Med sezono je nastopil še trije.
Koke je leta 2013 izvedel kot za Atlético
Koke je 26. februarja 2011 dosegel svoj prvi ligaški gol za Atlético proti Sevilli FC, njegov udarec z glavo v 47. minuti, ki ga je dosegel Diego Forlán, je dosegel 1–1 v morebitnem domačem remiju 2–2. Svojo prvo polno sezono je končal kot profesionalec s 17 tekmami in dvema goloma (drugi je prišel z neodločenim izidom 2:2 pri RCD Espanyolu [9]), ko so Colchoneros končali na sedmem mestu in se kvalificirali v UEFA Evropsko ligo.
Koke je bil v letih 2011–2012 znova pomemben član Atléticove sredine igrišča, tako pod vodstvom Gregoria Manzana kot njegovega naslednika Diega Simeona.[10] Svoj prvi prvenstveni gol v kampanji je dosegel 29. aprila 2012, ko je izid začel v 62. minuti morebitnega neodločenega izida 2:2 v gosteh proti Real Betisu.[11] Nastopil je na 13 tekmah med uspešnim tekom kluba v Ligi Evropa, vključno z nadomestnim nastopom v 90. minuti pri porazu proti Athletic Bilbau s 3-0 v finalu.
Koke je star komaj 20/21, začel na 38 od svojih 48 uradnih nastopov v obdobju 2012–13 in dosegel tri gole – to je vključevalo 112 minut igre v finalu Copa del Rey, ki je bil zmagal proti Real Madridu na Santiagu Bernabéu. ] Začel je blesteti tudi pri podajah, bodisi v nizih ali odprti igri.
1. septembra 2013 je Koke dosegel svoj prvi gol v novi sezoni in prispeval k zmagi v gosteh nad Real Sociedadom z 2:1. Njegove nastope oktobra so mu prinesle priznanje igralca meseca La Lige, medtem ko je Simeone osvojil enakovredno vodstveno nagrado; 3. marca 2014 je dosegel zadetek in pomagal svoji ekipi pri domačem remiju z 2:2 v Derbi madrileño proti Real Madrid.
Koke je 9. aprila 2014 dosegel svoj prvi gol v Ligi prvakov UEFA in dosegel edini gol v četrtfinalu proti Barceloni[, s čimer je Atlético prvič po letu 1974 poslal v polfinale.  Sezono domače lige je končal kot igralec z drugo največjo asistenco s 14 , saj je Atlético prvič po 18 letih osvojil naslov prvaka, potem ko je na zadnji tekmi remiziral z Barcelono z 1:1 na Camp Nouu. ; bil je nominiran na podelitvi nagrad La Liga za napadalnega vezista, izgubil je proti Andrésu Iniesti.
Koke je 25. junija 2014 podpisal novo petletno pogodbo z Atléticom. Bil je imenovan za igralca tekme na njihovi skupinski tekmi Lige prvakov na Malmö FF 4. novembra in dosegel prvi gol ob zmagi z 2:0. V enajstmetrovkah proti Bayerju 04 Leverkusen v osmini finala, 18. marca naslednje leto, mu je poskus obranil Bernd Leno, a je njegova ekipa kljub temu napredovala.
Koke je začel 2015–16 počasi, dosegel en gol in do sredine novembra ni zabeležil niti ene asistence. Do sredine aprila 2016 je po šestih odločilnih podajah na toliko tekmah izenačil svoj sezonski rekord asistenc z 12; kasneje istega meseca je presegel ta seštevek in se prav tako pomaknil na prvo mesto na lestvici asistenc pred njim. Barcelonin Luis Suárez  in je bil drugič izbran za igralca meseca.
23. oktobra 2016 je bil Koke prvič v karieri izključen zaradi dveh rumenih kartonov ob porazu z 0:1 pri Sevilli. Naslednjega 24. maja je podpisal novo petletno pogodbo do leta 2024. Le dva meseca po tem, ko je dopolnil 26 let, se je s svojim 361. proti Deportivu iz La Coruñe 1. aprila 2018 vpisal med 10 najboljših ustvarjalcev nastopov v zgodovini Atlética.
Koke je 20. januarja 2019 odigral svojo 400. uradno tekmo za klub – tako je pri 27 letih postal najmlajši igralec, ki je to storil – enkrat je zadel in podal eno asistenco pri porazu SD Huesca v gosteh s 3:0.Po0 poletnem odhodu Diega Godína je postal kapetan ekipe.
23. junija 2020 je Koke odigral svojo 450. tekmo v gostujoči zmagi z 1:0 proti Levante UD, spet najmlajši, ki je dosegel to številko za klub. Naslednjega 12. maja, ko se je njegova ekipa bližala naslovu lige, je 500. nastopil v domači zmagi z 2:1 nad Real Sociedadom, kar je pred tem storil le Adelardo Rodríguez.